# Coussarea biflora
Coussarea biflora är en måreväxtart som först beskrevs av Vell., och fick sitt nu gällande namn av Johannes Müller Argoviensis. Coussarea biflora ingår i släktet Coussarea och familjen måreväxter. Inga underarter finns listade i Catalogue of Life.